# Правительство Саратовской области
Правительство Саратовской области — высший орган исполнительной власти в Саратовской области, возглавляемый губернатором области.

## Полномочия
Согласно ст. 61 Устава Саратовской области, правительство:
- осуществляет в пределах своих полномочий меры по реализации, обеспечению и защите прав и свобод человека и гражданина, охране собственности и общественного порядка, противодействию терроризму и экстремизму, борьбе с преступностью;
- разрабатывает проект областного бюджета, обеспечивает исполнение областного бюджета, готовит отчет об исполнении указанного бюджета;
- осуществляет в пределах своих полномочий деятельность по целеполаганию, прогнозированию, планированию и программированию социально-экономического развития области;
- готовит ежегодные отчеты о результатах своей деятельности, сводный годовой доклад о ходе реализации и об оценке эффективности государственных программ Саратовской области, ежегодные отчеты о ходе исполнения плана мероприятий по реализации стратегии социально-экономического развития Саратовской области для представления их Губернатором области в областную Думу;
- формирует иные органы исполнительной власти области;
- управляет и распоряжается собственностью области в соответствии с законами области, а также управляет федеральной собственностью, переданной в управление области в соответствии с федеральными законами и иными нормативными правовыми актами Российской Федерации;
- вправе предложить органу местного самоуправления, выборному или иному должностному лицу местного самоуправления привести в соответствие с законодательством Российской Федерации изданные ими правовые акты в случае, если указанные акты противоречат Конституции Российской Федерации, федеральным законам и иным нормативным правовым актам Российской Федерации, настоящему Уставу (Основному Закону) Саратовской области, законам и иным нормативным правовым актам области, а также вправе обратиться в суд;
- разрабатывает и реализует финансовую, инвестиционную политику в области; участвует в проведении государственной политики ценообразования и оплаты труда;
- осуществляет мероприятия по поддержке сельскохозяйственного производства;
- разрабатывает и реализует меры по развитию социальной сферы области, росту благосостояния населения, охране его труда и здоровья, организует систему социальной поддержки населения и обеспечивает ее функционирование; в соответствии с федеральным законодательством осуществляет мероприятия по содействию занятости населения;
- осуществляет мероприятия по развитию образования, охране семьи, материнства, отцовства и детства; организует осуществление деятельности по опеке и попечительству; разрабатывает и реализует меры по развитию культуры и науки; принимает меры по реализации государственной молодежной политики;
- осуществляет мероприятия по развитию объектов жилищно-коммунального хозяйства, энергетики, транспорта, связи; создает условия для развития торговли, бытового и других видов обслуживания населения; осуществляет мероприятия по защите прав потребителей; решает в пределах своей компетенции вопросы организации розничных рынков на территории области;
- организует строительство объектов областного значения за счет средств областного бюджета; утверждает градостроительные нормативы и документацию;
- разрабатывает и обеспечивает выполнение государственных программ области в сфере охраны окружающей среды, рационального природопользования, участвует в государственной экспертизе информации о разведанных запасах полезных ископаемых и иных свойствах недр, определяющих их ценность или опасность; утверждает порядок оформления, переоформления, государственной регистрации и выдачи лицензий на пользование участками недр местного значения; участвует в определении условий пользования месторождениями полезных ископаемых; создает и обеспечивает охрану особо охраняемых природных территорий регионального значения; обеспечивает население достоверной информацией о состоянии окружающей среды на территории области;
- содействует комплексному экономическому и социальному развитию муниципальных образований области;
- осуществляет внешнеэкономические связи;
- осуществляет мероприятия по защите населения и территории области от чрезвычайных ситуаций и ликвидации их последствий;
- организует проведение мероприятий по гражданской обороне в соответствии с федеральным законодательством;
- организует мобилизационную подготовку и мобилизацию, создает условия и принимает меры по защите и сохранности сведений, составляющих государственную тайну, в соответствии с федеральным законодательством;
- осуществляет иные полномочия, установленные федеральными законами, настоящим Уставом (Основным Законом) Саратовской области и законами области, а также соглашениями с федеральными органами исполнительной власти, предусмотренными статьей 78 Конституции Российской Федерации.

## Состав
На июль 2025:
- Роман Бусаргин — губернатор — председатель правительства
- Михаил Орлов — вице-губернатор — руководитель аппарата губернатора (и. о.)
- Александр Стрелюхин — заместитель председателя правительства
- Михаил Торгашин — заместитель председателя правительства — министр промышленности и энергетики
- Роман Ковальский — заместитель председателя правительства — министр сельского хозяйства
- Алексей Никитин — заместитель председателя правительства
- Сергей Егоров — заместитель председателя правительства
- вакантно — заместитель председателя правительства
- Евгений Денисов — управляющий делами правительства
- Олег Дубовенко — министр спорта
- Владимир Дудаков — министр здравоохранения
- Александр Милованов — министр по делам территориальных образований (и. о.)
- Александр Пажитнев — министр образования
- Наталья Щелканова — министр культуры
- Александр Колоколов — министр информации и массовых коммуникаций
- Андрей Разборов — министр экономического развития
- Михаил Бутылкин — министр строительства и жилищно-коммунального хозяйства
- Николай Сергеев — министр транспорта
- Фёдор Котельников — министр дорожного хозяйства (и. о.)
- Константин Доронин — министр природных ресурсов и экологии
- Наталья Трошина — министр внутренней политики и общественных отношений
- Владимир Старков — министр цифрового развития и связи
- Денис Давыдов — министр труда и социальной защиты
- Ирина Бегина — министр финансов
- Александр Марченко — министр инвестиционной политики
- Екатерина Лавренко — министр — председатель комитета по управлению имуществом
- Лариса Новикова — министр — председатель комитета государственного регулирования тарифов
- Александр Гаврилов — министр — председатель комитета охотничьего хозяйства и рыболовства
- Владимир Мухин — министр — председатель комитета культурного наследия

## Представитель вСовете ФедерацииФедерального Собрания
1. Абдулатипов Рамазан Гаджимурадович — полномочия признаны 19 декабря 2000 — истекли 27 апреля 2005
2. Шувалов Сергей Алексеевич — полномочия признаны 27 апреля 2005 — истекли 28 апреля 2010
3. Гусев Владимир Кузьмич — полномочия признаны 28 апреля 2010 — истекли 24 апреля 2012
4. Бокова Людмила Николаевна — полномочия признаны 24 апреля 2012 — истекли 19 сентября 2017
5. Аренин Сергей Петрович — полномочия признаны 21 сентября 2017 — истекли 16 сентября 2022
6. Денисов Андрей Иванович — полномочия признаны 16 сентября 2022 — истекают в сентябре 2027